# Классификатор воздушно-центробежный
Возду́шно-центробе́жный классифика́тор — вид воздушного классификатора, использующий для разделения частиц по крупности и плотности центробежную силу.

## Характеристики
- производительность по твердому материалу — до 25 т/ч
- производительность по воздуху — до 20 тыс. м³/ч
- рабочие границы деления статического классификатора — от 150 до 350 мкм
- рабочие границы деления динамического классификатора — от 20 до 80 мкм
- мощность привода рабочего колеса (для динамического классификатора) — до 15 кВт
- габаритные размеры: длина — до 3600 мм, ширина — до 3100 мм, высота — до 1730 мм
- масса — до 3600 кг

Для функционирования классификатора необходима воздушно-транспортная и аспирационная системы. Для их организации используется транспортный вентилятор, циклоны, рукавный фильтр или циклон для аспирации — очистки воздуха перед выбросом в атмосферу. Также необходимо организовать подачу исходного материала и отвод продуктов классификации. Весь комплекс оборудования имеет установленную мощность от 20 до 120 кВт.

## Применение
- при процессе сухого измельчения для определения достижения материалом заданной крупности измельчения
- удаление тонких и пылевидных частиц (собственно классификация)

Для применения воздушного способа разделения материала по крупности или плотности требуется соблюдения жесткого условия сохранения низкой абсолютной влажности материала до 1-2 %, иначе зерна материала слипаются и не могут быть разделены. Ввиду того, что в естественном состоянии материалы имеют влажность 2-4 %, а в водонасыщенном 8 % и выше, применение воздушного классификатора требует предварительной сушки материала. Последнее требует существенного увеличения расходов на переработку, что при отсутствии по технологии требования сушки материала делает применение воздушного классификатора экономически затратным, но иного способа с большой производительностью и высокой эффективностью разделить тонкие материалы не существует.

## Рабочие элементы
- внешний конус
- внутренний конус
- трубы
- патрубки
- направляющие лопатки
- воздухозаборная труба
- наклонный жёлоб
- кольцевой канал

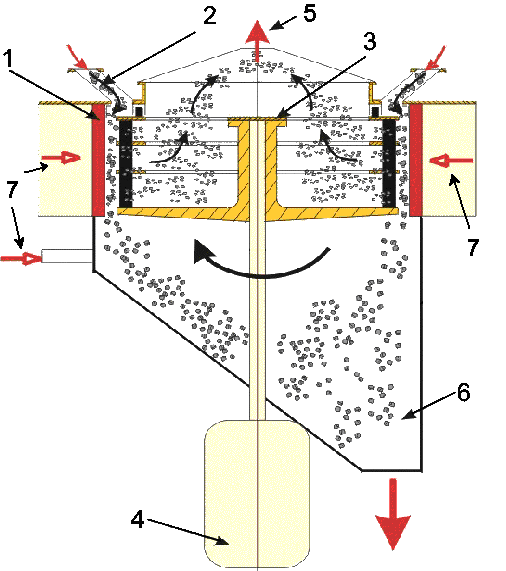
Принципиальная схема воздушного центробежного классификатора динамического типа

- рабочее колесо («беличье», для динамического классификатора)
- привод (для динамического классификатора)

Материал в классификатор подается в виде пылевоздушной смеси через воздуховоды 7 или сыпется в воздушный поток через патрубки 2. Через рабочее колесо 3, представляющее собой решетчатое колесо по типу «беличьего», приводимое во вращение приводом 4 просасывается пылевоздушная смесь, которая затягивает с собой и частицы материала, но центробежное воздействие колеса отбрасывает тяжелые и крупные частицы на периферию к стенкам, где частицы оседают по конусу и выгружаются 6, а частицы меньшего размера проникают с воздухом внутрь колеса и выдуваются в систему циклонов 5.

## Классификация
- статические воздушно — центробежные классификаторы (двухфазный поток приводится во вращательное движение с помощью лопаток, установленных под определенным углом относительно набегающего потока)
- динамические воздушно — центробежные классификаторы (двухфазный поток увлекается вращающимся ротором)